# 溫尼伯戈西斯湖
溫尼伯戈西斯湖（Lake Winnipegosis）位於北美洲中部加拿大馬尼托巴省內溫尼伯市西北300公里，座標52°30′N 100°00′W / 52.500°N 100.000°W，面積為5,370平方公里，是加拿大第十一大湖。
溫尼伯戈西斯湖長約195公里，面積是馬尼托巴省中部三大湖中第二大，其餘兩個湖分別為最大的溫尼伯湖和最小的馬尼托巴湖，三個湖都是在史前時代阿加西湖（Lake Agassiz）變化而成。
溫尼伯戈西斯湖流域覆蓋馬尼托巴和沙士吉萬內的49,825平方公里，支流有雷德迪爾河（Red Deer River）、伍迪河（Woody River）和天鵝河（Swan River）。湖水經Water Hen River進入馬尼托巴湖，因此屬於溫尼伯湖、納爾遜河（Nelson River）和哈德遜灣（Hudson Bay）的流域。
湖名溫尼伯戈西斯是取自溫尼伯湖，溫尼伯意為「大型泥水區」（big muddy waters），而湖名溫尼伯戈西斯意為「小型泥水區」（little muddy waters）。
溫尼伯戈西斯湖的商業捕魚業十分有名，有硬骨魚和其他淡水產。大批候鳥也在湖附近出沒，因此是秋天的主要打獵地方。
湖岸的城鎮有坎珀維爾和溫尼伯戈西斯。溫尼伯戈西斯是位於湖的南端的村落，人口約700人。